# Pop Life (Bananarama)
Pop Life è il quinto album di studio del gruppo musicale femminile britannico Bananarama, pubblicato nel maggio 1991 dall'etichetta London Records.
È l'unico album del gruppo registrato con Jacquie O'Sullivan, la sostituta di Siobhan Fahey, uscita dalle Bananarama nel 1989, nonché il loro ultimo album come trio (i lavori successivi saranno tutti realizzati dal duo Sara Dallin/Keren Woodward).

## Descrizione
Questo disco segna la fine della collaborazione del gruppo con un altro trio, quello maschile dei noti produttori compaesani Stock, Aitken & Waterman, al cui marchio sono associate solo due canzoni del lavoro, una delle quali, "Heartless", non realizzata direttamente da loro e inclusa solo nell'edizione in compact disc, mentre il vinile contiene soltanto "Ain't No Cure", con tutte le potenzialità di un singolo, non estratto però, proprio per il desiderio di indipendenza delle ragazze, che preferiscono un brano più innovativo, quale "Tripping on Your Love", che risulterà però in un clamoroso flop, anche se per motivi per lo più esterni (l'impossibilità della promozione a causa della maternità di Sara e l'abbandono di Jacquie). Per il resto, l'album è prodotto da Youth (nome d'arte di Martin Glover) e quasi interamente scritto dalla Dallin; ai cori di Long Train Running prende parte anche l'artista inglese Zoë.
Appena uscito, il long playing ottiene critiche molto positive, soprattutto dagli addetti ai lavori, che ne sottolineano in particolar modo la diversità stilistica, ma si rivelerà ben presto un flop commerciale, non andato oltre il Numero 42 nella classifica britannica degli album più venduti. Dal disco vengono estratti 4 singoli di modesto successo e, dopo la pubblicazione dell'ultimo 45 giri, "Tripping on Your Love", la O'Sullivan lascia il gruppo, da allora rimasto un duo.
L'album rappresenta una svolta piuttosto marcata all'interno della discografia a 33 giri della band, diverso sia dai dischi precedenti che da quelli successivi: il lavoro incorpora infatti una gamma di stili musicali molto più ampia della solita pop / dance, come la chitarra flamenco nella cover dei Doobie Brothers, "Long Train Running" (realizzata con gli Alma de Noche, pseudonimo utilizzato per l'occasione dai Gipsy Kings), il retro-rock di "Only Your Love" (il primo singolo, in realtà uscito quasi un anno prima dell'album, nel 1990) e "Outta Sight", la acid house di "Tripping on Your Love" (di cui esiste un rarissimo remix di George Michael, poco noto a causa della ridotta promozione del quarto singolo, dovuta sia all'abbandono di Jacquie che all'imminente maternità di Sara), il reggae di "What Colour R the Skies Where U Live?" e la sperimentazione dance di "Megalomaniac", quasi interamente strumentale.
Non mancano comunque brani più in linea con il repertorio classico: "Preacher Man" e "Ain't No Cure" sono due esempi, più o meno riusciti ed aggiornati, del cosiddetto europop, reso famoso dal citato trio di produttori britannico (che realizzano però solo la seconda delle due canzoni di cui sopra, oltre ad "Heartless" che, come accennato, compare soltanto su CD e MC, ma non sull'LP in vinile), responsabili anche per il più grande successo internazionale delle ragazze, la cover del 1986 di Venus, brano anni settanta, originariamente realizzato dai olandesi Shocking Blue.
Da segnalare anche "Is Your Love Strong Enough", un ripescaggio dal passato pre-Stock, Aitken & Waterman, scritta dalla Dallin con Steve Jolley, il quale, insieme a Tony Swain, aveva prodotto il secondo e il terzo album del trio originario, con la Woodward e la Fahey.
Il 19 marzo 2007, i primi sei album delle Bananarama sono stati ripubblicati dall'etichetta Rhino Records, che ha rilevato i diritti dell'etichetta storica del gruppo, la London Records. Tutte le ristampe sono rimasterizzate e includono diverse bonus tracks, consistenti per lo più in remix e lati B, all'epoca inediti ed esclusi dai relativi album del periodo.

## Tracce
1. Preacher Man (Caine/Dallin/Youth)
2. Long Train Runnin' (Johnson)
3. Only Your Love (Dallin/Glover/Youth)
4. What Color R the Skies Where U Live? (Caine/Dallin/O'Sullivan/Youth)
5. Is Your Love Strong Enough (Dallin/Jolley)
6. Tripping on Your Love (Caine/Dallin/Schoeger/Youth)
7. Ain't No Cure (Aitken/Dallin/Stock/Waterman)
8. Outta Sight (Caine/Dallin/Youth)
9. Megalomaniac (Caine/Dallin/Waller/Youth)
10. I Can't Let You Go (Caine/Dallin/O'Sullivan/Woodward/Youth)
11. Heartless (solo su CD/MC) (Caine/Dallin/Woodward)
12. Preacher Man (Ramabanana Alternative Mix; solo su CD/MC)

Tracce bonus ristampa 2007
1. Only Your Love (7-inch mix)
2. Preacher Man (alternative 7-inch mix)
3. Megalomaniac (edit)
4. Tripping on Your Love (single mix)
5. What Color R the Skies Where U Live? (jagged mix)
6. Ain't No Cure (alternative version)